# Anderston
Anderston (Anderstoun en scots, Baile Aindrea en gaélique écossais) est un district de la ville écossaise de Glasgow.
Cette ancienne ville, devenue burgh of barony (en) en 1824, a été rattachée à Glasgow en 1846. Le paysage local a été bouleversé dans les années 1960 par la construction de l'autoroute M8, qui traverse le district, et de la mégastructure de l'Anderston Centre (en), combinant magasins, arrêt de bus et immeubles résidentiels et de bureaux.

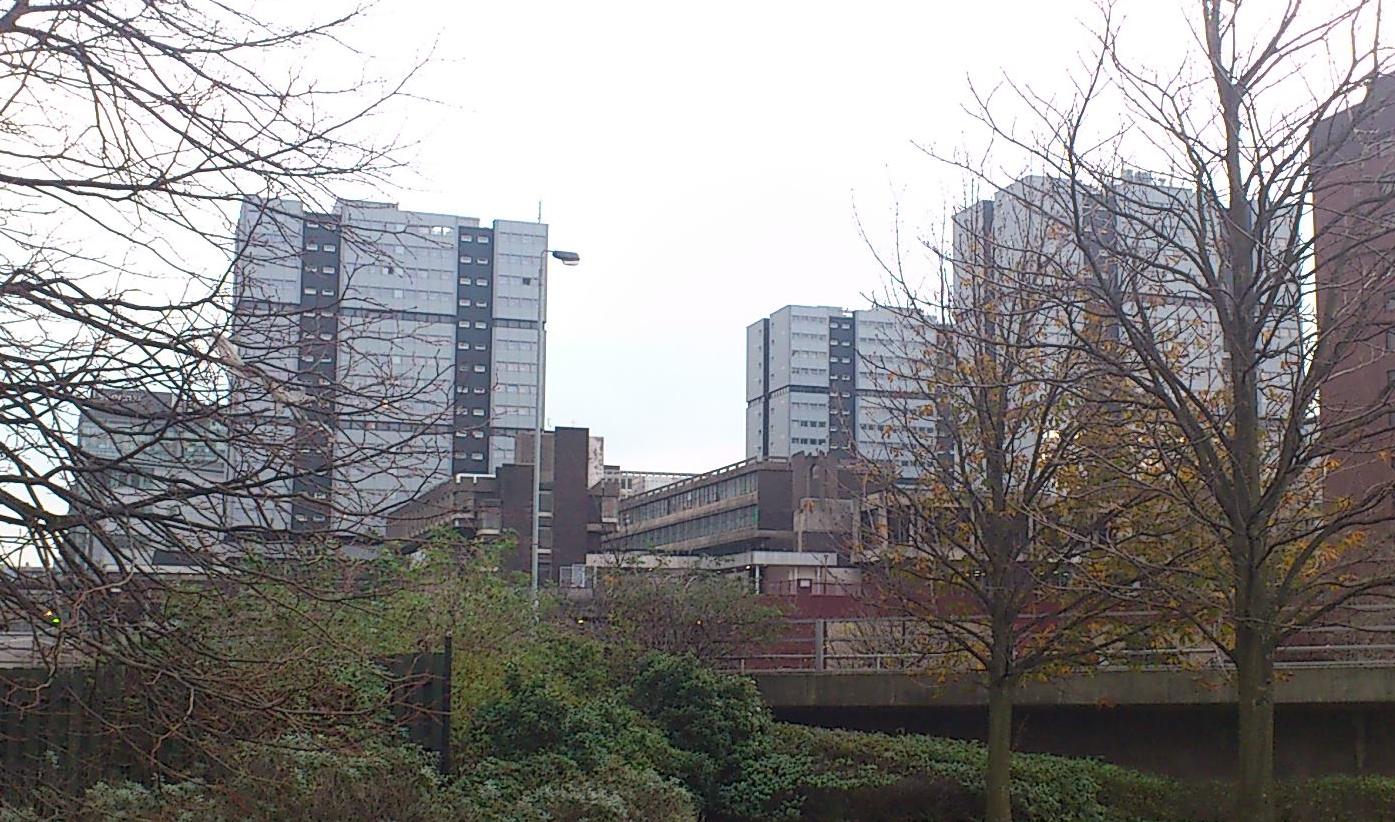
Le complexe Anderston Centre.

## Personnalités liées à Anderston
- L'homme politique Arthur Henderson, lauréat du prix Nobel de la paix, y est né en 1863.
- Thomas Lipton y ouvre son premier magasin en 1871.
- Le comédien et musicien Billy Connolly y est né en 1942.
- L'homme politique Michael Martin, né en 1945, y a grandi.
- La femme politique Johann Lamont y est née en 1957.